# Debeka BKK
Die Debeka BKK ist eine bundesweit wählbare deutsche Krankenkasse mit Sitz in Koblenz. Sie wurde am 1. Januar 1995 als Betriebskrankenkasse für die Beschäftigten der Debeka gegründet und am 1. September 2003 für alle gesetzlich Versicherten in Deutschland geöffnet.

## Verwaltungsrat

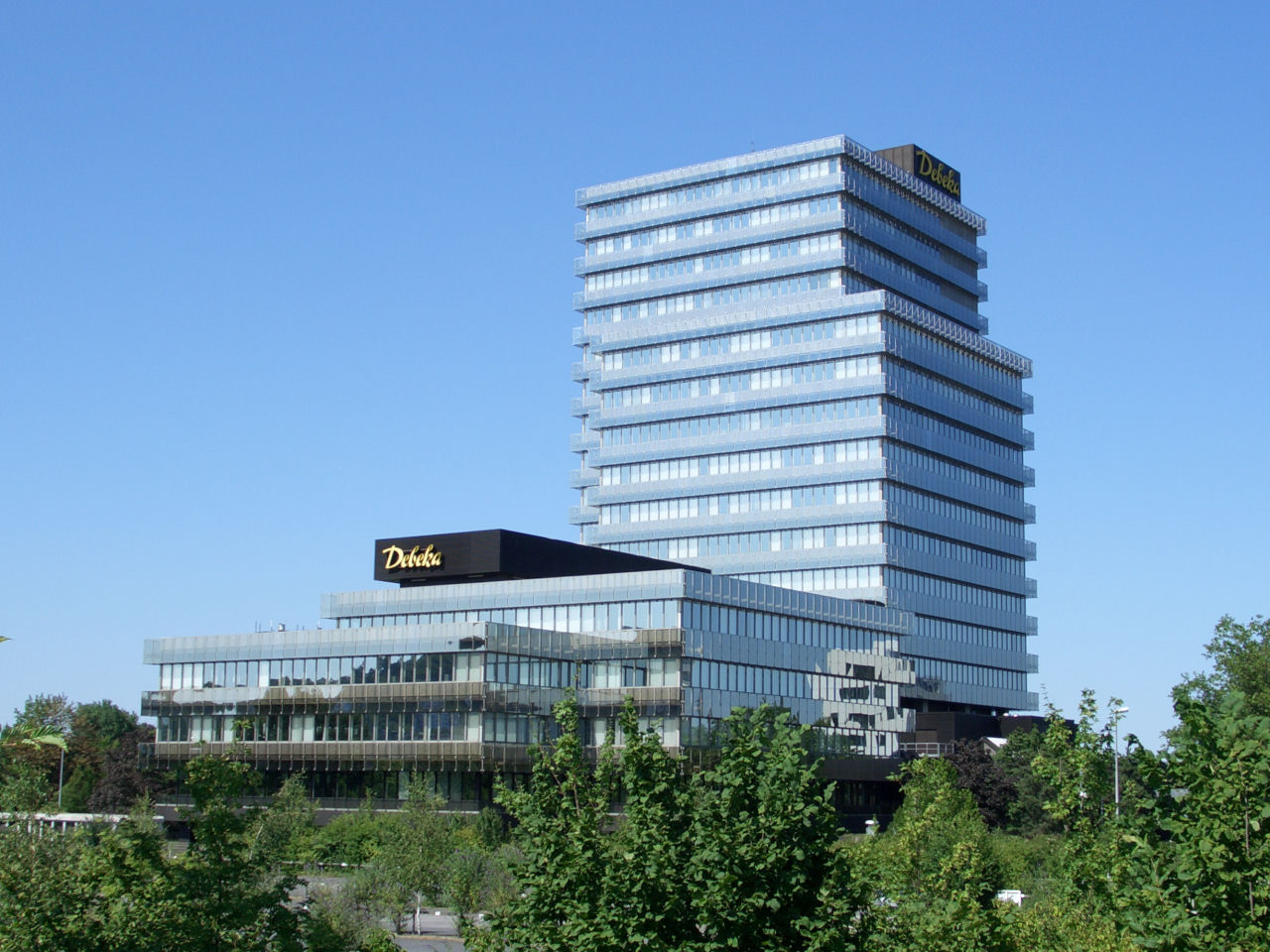
Sitz der Debeka BKK in Koblenz

Im Zuge der Sozialwahlen 2023 wurde der Verwaltungsrat für die Wahlperiode bis 2029 neu gewählt. Er besteht aus jeweils sechs Vertretern der Versicherten- sowie der Arbeitgeberseite. Alternierende Vorsitzende sind Paul Stein (Arbeitgebervertreter) und Hans-Jürgen Lambert (Versichertenvertreter).